# Vuohenoja
Vuohenoja (français : fossé aux chèvres) est un quartier de Tampere en Finlande, situé à environ quatre kilomètres du centre-ville.

## Description
Vuohenoja est bordé à l'ouest par Järvensivu et par le lac Iidesjärvi.
À l'est Vuohenoja est limité par Aakkula et Messukylä, au sud par Muotiala et Turtola, et au nord par Järvensivu, Kalevanrinne et Hakametsä.
Le quartier est traversé par la route d'Hervanta.
Vuohenoja a plusieurs rues dont le nom est dérivé du mot chèvre, et certains des noms sont liés aux anciens habitants de la région. Une rue appelée Vuohenojantie est restée sous la route d'Hervanta construite au début des années 1970
Vuohenoja sera desservi par le métro léger de Tampere.